# Chris Sawyer
Chris Sawyer (Dundee, 1961. január 1. –) skót videójátéktervező, akit leginkább a RollerCoaster Tycoon, RollerCoaster Tycoon 2, és a Transport Tycoon játékok programozója és tervezőjeként ismernek. 1983-ban kezdte pályafutását, amikor Z80 kóddal írt játékokat Memotech MTX gépekre, majd Amstrad CPC számítógépre. Ezek közül néhányat az Ariolasoft ki is adott, például a Sepulcri Scelerati és a Zikkurat. 1988 és 1993 között, Amiga játékok PC-s változatán dolgozott, úgy mint a Virus, Campaign, Birds of Prey, Dino Dini's Goal és a Frontier: Elite II. Közreműködött továbbá az Elite Plus-ban az IBM részére.
Chris első menedzser szimulátora, a Transport Tycoon, 1994-ben jelent meg a Microprose kiadásában és klasszikus lett a tycoon játékok között. Egy évvel később javította és kibővítette a játékot és a Transport Tycoon Deluxe nevet adta neki.  Chris azonnal nekilátott a folytatásnak. Habár még mindig a játék motorján dolgozott, elkezdett érdeklődni a hullámvasutak iránt, így készült el a RollerCoaster Tycoon, eredeti nevén White Knuckle. Miután befejezte a RollerCoaster Tycoon-t, visszatért a Transport Tycoon folytatásához, de végül a RollerCoaster Tycoon 2 készült el. Később befejezte a Transport Tycoon-t is, és megjelentette Chris Sawyer’s Locomotion néven, 2004-ben.
2003-ban egy csoport fejlesztő újra írta a Transport Tycoon Deluxe kódját és egy nyílt-forráskódú projektet hoztak létre OpenTTD néven, amit folyamatosan fejlesztenek és bővítenek.
Egy hír kezdett terjedni, miszerint Chris részt vett egy mobil játék, a Train Tycoon fejlesztésében, de ezt Redboss megcáfolta, és az aktuális játék megjelent a LifeWeb Interactive kiadásában.
Chris tanácsokkal látta el az Atarit a RollerCoaster Tycoon 3 fejlesztése közben. 2005 novemberében beperelte az Atari-t arra hivatkozva, hogy nem fizették a jogdíjakat.
A Locomotion óta Chris Sawyer visszavonult a játékfejlesztéstől.  A cég weboldala 2007 februárja óta nem frissül és nem nyilatkozik nyilvános interjúban az utolsó munkája óta. Ez valószínűleg annak köszönhető, hogy Chris főként a 2D izometrikus játékmodellekhez ért, de a mai játékok már mind 3D-s motorokat használnak. Rajongói felajánlották neki, hogy új játékötleteken dolgozzon ami egy klónja lehetne a Mall Tycoon-nak vagy a Zoo Tycoon-nak, mivel nagy sikereket ért el a RollerCoaster Tycoon a Bullfrog által készített Theme Park játékkal szemben.
Chris maga tervezte és programozta a játékainak nagy részét, csak Simon Foster és egy zeneszerző segítségét kérte. Jelenleg Dunblane-ben él Skóciában.

## Munkái
| Év   | Cím                           | Kiadó              |
| ---- | ----------------------------- | ------------------ |
| 1988 | Virus                         | Firebird Software  |
| 1989 | Revenge of Defender           | Epyx               |
| 1990 | Xenomorph                     | Pandora            |
| 1990 | Conqueror                     | Rainbow Arts       |
| 1991 | Elite Plus                    | Microplay Software |
| 1991 | Birds of Prey                 | Electronic Arts    |
| 1992 | Campaign                      | Empire Interactive |
| 1993 | Dino Dini's Goal              | Virgin Games       |
| 1993 | Frontier: Elite II            | GameTek, Konami    |
| 1994 | Transport Tycoon              | MicroProse         |
| 1995 | Transport Tycoon World Editor | MicroProse         |
| 1995 | Transport Tycoon Deluxe       | MicroProse         |
| 1995 | Frontier: First Encounters    | GameTek            |
| 1999 | RollerCoaster Tycoon          | Hasbro Interactive |
| 2002 | RollerCoaster Tycoon 2        | Infogrames         |
| 2004 | RollerCoaster Tycoon 3        | Atari              |
| 2004 | Chris Sawyer's Locomotion     | Atari              |
| 2013 | Transport Tycoon              | 31X                |
| 2016 | RollerCoaster Tycoon Classic  | Atari              |